# Cheilanthes pellita
Cheilanthes pellita là một loài dương xỉ trong họ Pteridaceae. Loài này được Spreng. mô tả khoa học đầu tiên năm 1819.
Danh pháp khoa học của loài này chưa được làm sáng tỏ. 